# 梨山

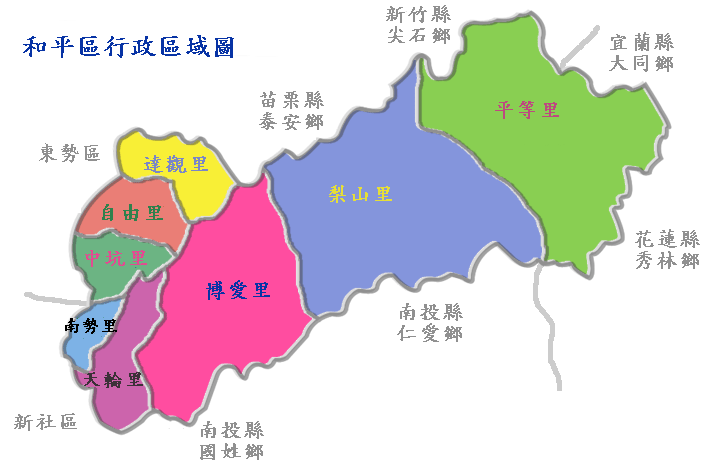
和平区行政区域図
梨山里
平等里

「楓之谷-1956秘密花園」前の海抜1956m地点の表示

梨山（りさん、英: Lishan〈リーシャン〉、タイヤル語: Slamaw〈サラマオ〉、繁: 薩拉矛）は、台湾の台中市和平区梨山里にある地区であり、タイヤル族のほか各地の台湾原住民、客家系台湾人、閩南民系台湾人、栄誉国民など多様な民族が混在する。梨山地区には、梨山 (Slamaw〈サラマオ〉) を中心に、佳陽 (Qayo, Kayo〈カヨー〉、新佳陽〈同・Slamaw〈サラマオ〉〉)、松茂 (Tabuq, Tabuk〈タバック〉)、環山 (Sqoyaw〈シカヤウ〉) などの生活圏（原住民の集落〈部落〉）が形成されている。梨山地区は、和平区東部に位置し、松茂や環山は平等里に行政上区分されるが、和平区東半部の梨山里・平等里は和平区の第3選挙区となり、この梨山地区を総称して「大梨山」地区と称される。

## 地理
梨山は中央山脈の山間部、大甲渓上流域南岸の高位段丘（河岸段丘）にあり、北側の大甲渓の向こうに雪山山脈（雪山主峰〈標高3886m〉）を眺望する。梨山の海抜は約 2,000メートル (6,600 ft) で、温帯気候に属し、平均気温はおよそ摂氏12度と高冷温帯の気候に恵まれ、優美な風景とともにナシ・モモ・リンゴなど温帯の果物の産地として知られる。中部横貫公路の開通後、本線（省道台8線）と宜蘭支線（台7甲線）の交差点となり、梨山は台湾中部で最も早くかつ著名な景勝地（風景区）となった。
かつての古道および集落は、大甲渓のより低い地域にあったが、横貫公路の開通とともに、原住民は現在の梨山地区に移住するに至っている。住民の多くは農業を営み、温帯果実や高原野菜のほか、高山茶が大禹嶺に次いで1980年代以降より栽培され、台湾高原茶の生産地として広く知られるようになった。

## 歴史
梨山は大甲渓の上流域に位置し、タイヤル族（繁: 泰雅族）は、今日の南投県仁愛郷発祥村（繁: 發祥村、Pinsbukan〈ピンスブカン〉）の北港渓 (Llyung Bnaqiy) 流域から大甲渓 (Llyung Tmali) 流域に移住し、梨山に移り住んだタイヤル族の歴史は、300年以上前、18世紀にさかのぼることができる。そして台湾におけるタイヤル族の地区は、大安渓・大漢渓・蘭陽渓流域などを含めて台湾北中部3分の1の山間部を占めるようになった。
この大甲渓上流域の支流である七家湾渓からは七家湾遺跡が発見されている。七家湾遺跡の下層は、約4000-2600年前の新石器時代中期から後期の文化層を示すもので、上層は約1200-400年前の金石併用時代後期から金属器時代ものに属する。そして研究により、およそ3500年前には、台湾西岸中部や北部から東部に見られる紅陶文化（訊塘埔文化、紀元前4800〈4500〉-前3500年）が雪覇国家公園地域に進入していたことが認められた。
梨山をタイヤル族は ‘Slamaw’（スラマウ、繁: 斯拉茂）と呼称し、日本統治時代（1895-1945年）には日本語で「サラマオ」(Saramao) と称され、漢字では「沙拉茅」とも記される。1920年（大正9年）には、日本の統治に対する部族の蜂起と部族間の分裂によるサラマオ事件（繁: 薩拉矛事件）が勃発している。
1930年（昭和5年）から1932年（昭和7年）には、実験的に日本の温帯果樹が亜熱帯の台湾に移入され、高冷地の梨山地域において、二十世紀と長十郎のナシ栽培が試みられた。その後、ニホンナシ（日本梨〈和梨〉）の果実がよく採れるようになったことから、戦後、梨山に改称されたといわれる。また、それ以前は、桃源とも称されていた。そして1956年（民国45年）に中部横貫公路の建設が開始されるとともに、1957年（民国46年）、梨山の南に、退役軍人の公営農場として福寿山農場が開設された。翌1958年（民国47年）には、日本よりナシ・リンゴ・クリなど 11種（58品種）の果樹1170株が移入され、福寿山農場のほか、台中県和平郷や南投県仁愛郷の山地集落に苗木が移植された。その後、1960年（民国49年）に横貫公路が完成すると、1961年（民国50年）に清境農場が仁愛郷に開設され、次いで1963年（民国52年）には、梨山の北東12kmの平等郷に武陵農場が開設された。1973年（民国62年）には梨山建設管理局が設立され、開発が進められた。
温帯果実の産地として有名で、横貫公路開通により観光名所となった梨山は、1965年（民国54年）、台中県政府より「梨山風景特定区」に指定された。2010年（民国99年）の併合により台中市政府に移管されたが、台湾中華民國交通部觀光局は、梨山風景区を獅頭山風景区・八卦山風景区と合わせて「參山国家風景区」とし、2001年（民国90年）3月に参山国家風景区管理処を開設して、3つの風景区の観光業務を専門に管轄するようになっている。
一方、1999年（民国88年）の921大地震により、中部横貫公路の本線（省道台8線）の谷関から徳基までの区間が破壊され、梨山に深刻な影響を与えた。その後、5年間の修復作業を経て開通する直前、2004年（民国93年）に台風7号（繁: 蒲公英、ミンドゥル）による72水災に遭い再び崩壊した。2011年（民国100年）、梨山の住民の嘆願により、規制のなかようやく地元の住民や就労者の通行が認められ、一般には通行禁止であるものの、2018年（民国107年）11月16日には、損壊区間を迂回する中横便道（台8臨37線）を利用したバスの運行が正式に開始された。それとともに台中の豊原より武嶺を越えて梨山をつないだ長距離バスは廃止された。また梨山には、横貫公路の宜蘭支線（台7甲線）が接続しており、宜蘭方面を結ぶ路線も運行されている。